# ان‌جی‌سی ۳۸۱
ان‌جی‌سی ۳۸۱ (انگلیسی: NGC 381) یک خوشه باز از ستارگان است که در صورت فلکی ذات‌الکرسی و با فاصله نزدیک به ۳۱۲۰ سال نوری از خورشید قرار دارد.